# Bruno Zevi
Bruno Zevi (Roma, 22 de gener de 1918 - 9 de gener de 2000) fou un arquitecte, crític d'art i polític italià.

## Biografia
Va néixer a Roma, en una família jueva, i va aconseguir la "maturità" (batxillerat) clàssica al Liceo Tasso. El 1938, com a resultat de les lleis racials, va deixar Itàlia, i va viatjar a Londres i després els Estats Units.
Es va doctorar en arquitectura a Harvard amb Walter Gropius i va estudiar l'obra de Frank Lloyd Wright, obra que va contribuir a divulgar a Itàlia amb nombros llibres i articles al llarg de tota la seva vida.
A la seva tornada a Europa, el 1943, va participar en la lluita antifeixista al costat del Partito d'Azione. El 1944 va fundar l'Associazione per l'Architettura Organica (APAO) i l'any següent la revista Metron-architettura, i es va convertir en un dels teòrics més rellevants del Racionalisme italià de la postguerra.
El 1948 va esdevenir professor d'Història de l'arquitectura de la IUAV de Venècia i el 1964 de la facultat d'Arquitectura de la Universitat de La Sapienza de Roma. Va dimitir dels seus càrrecs acadèmics el 1979, després d'haver denunciat l'estat de degradació cultural i l'excessiva burocratització de la universitat.
Del 1954 al 2000 escriu columnes setmanals sobre arquitectura a Cronache i a L'Espresso i el 1955 funda la revista mensual L'architettura-cronache e storia, que dirigirà fins al 2000.
Va ser nomenat doctor honoris causa per les universitats de Buenos Aires, Michigan i per la Politècnica de Haifa. També va ser anomenat membre honorari del Royal Institute of British Architects i de l'American Institute of Architects, secretari general de l'Istitut Nazionale di urbanstica (INU), acadèmic de San Luca, vicepresident de l'Istitut Nazionale di Architettura (In/Arch). L'any 1979 va ser elegit president emèrit del Comitato Internazinale dei Critici di Architettura(CICA). El 1988 va esdevenir President d'Honor del Partit Radical. El 1998 va ser un dels principals fundadors del Partit d'Acció Liberal Socialista.

## Obres Principals
- Verso un'architettura organica, Torí: Einaudi, 1945
- Saper vedere l'architettura, Torí: Einaudi, 1948
- Storia dell'architettura moderna, Torí: Einaudi, 1950
- Poesia dell'architettura neoplastica, Torí: Einaudi, 1953
- Il linguaggio moderno dell'architettura, Torí: Einaudi, 1973